# Diuris cuneata
Diuris cuneata är en orkidéart som beskrevs av Robert Desmond David Fitzgerald. Diuris cuneata ingår i släktet Diuris och familjen orkidéer. Inga underarter finns listade i Catalogue of Life.